# SN 2009np
SN 2009np – supernowa typu Ic odkryta 15 grudnia 2009 roku w galaktyce A122707+0625. W momencie odkrycia miała maksymalną jasność 18,00m.